# Polycyclorchis eudocimae
Polycyclorchis eudocimae är en plattmaskart. Polycyclorchis eudocimae ingår i släktet Polycyclorchis och familjen Cyclocoelidae. Inga underarter finns listade i Catalogue of Life.